# Thrips madronii
Thrips madronii är en insektsart som beskrevs av Dudley Moulton 1907. Thrips madronii ingår i släktet Thrips och familjen smaltripsar. Inga underarter finns listade i Catalogue of Life.